# Claes Carlsson
Claes Carlsson, född 1954 i Varberg, är en svensk musiker (saxofonist och keyboardist) och författare. 
Var medlem i Eldkvarn 1979–1984. Han har även medverkat på skivor med bland andra Ebba Grön, Dag Vag, Wilmer X, Tant Strul, Problem, Robert Johnson and Punchdrunks, Nomads och OK Star Orchestra. 
Han har skrivit romanen "Lång fin blond" (Norstedts 2000) och släppt soloskivan "Shaking King King" (Dreamboatmusic 2008).